# 大将
大將，也稱一級上將（英語：Colonel general），是部分國家設有的軍銜，一般位於元帅和二級上將之間。通常以四顆星星為代表。

## 中華人民共和國

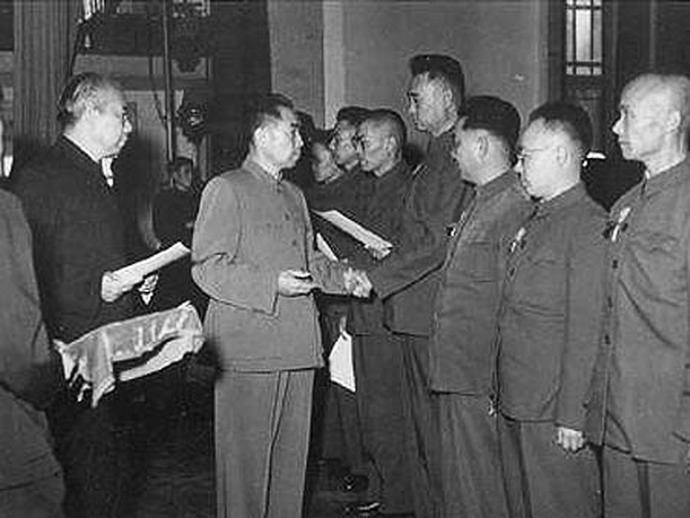
1955年，国务院总理周恩来颁授中国人民解放军大将军衔。

大將是中國人民解放軍1955年軍銜制的一級軍銜，位於元帥之下，上將之上，1965年随着解放軍廢除軍銜制而取消。而一级上將是中國人民解放軍1988年恢復軍銜制後設立的最高軍銜，因時任中共中央军委主席邓小平拒絕受銜，一直設而未授，於1994年取消。
相关历史
中華人民共和國建立後，國務院總理周恩來於1955年給在土地革命、抗日戰爭、解放戰爭中作出巨大貢獻的十位軍事領導人授予大將軍銜。
1988年7月1日，第七届全国人大常委会第二次会议审议通过了中央军委提出的《中国人民解放军军官军衔条例》。1988年9月23日，中華人民共和國國務院、中央軍事委員會頒布了《中國人民解放軍現役士兵服役條例》。由此形成了中國人民解放軍完整的軍銜體系。此軍銜制度于1988年10月1日正式實施。在實行新軍銜制的同時，1988年7月1日，第七屆全國人大常委會第二次會議審議通過了中央軍事委員會《關於確認1955年至1965年期間授予的軍官軍銜》的議案，對1955年至1965年期間被授予軍官軍銜的人員，其軍銜予以確認，表明“55式軍銜”作為個人榮譽至今仍然有效。
當時公布的軍銜制度不設元帥、大將和大尉，而以一級上將為最高軍銜。軍官軍銜設3等11級，即一級上將、上將、中將、少將；大校、上校、中校、少校；上尉、中尉、少尉。海軍、空軍軍官在軍銜前分别冠以“海軍”、“空軍”。專業技術軍官，在軍銜前冠以“專業技術”。由於當時的中央軍委高層鄧小平、楊尚昆等主動提出自己不受軍銜，因此，一級上將空缺。
1994年7月1日，第八屆全國人民代表大會常務委員會第七次會議對1988年制定的《中國人民解放軍軍官軍銜條例》作了修改，取消了一級上將軍銜，軍官軍銜由原來的3等11級改為3等10級。
被授將官
- 中華人民共和國國務院1955年曾將大將軍銜授予以下10人：粟裕、徐海東、黄克誠、陳賡、譚政、蕭勁光、張雲逸、羅瑞卿、王樹聲、許光達。

階級識別

1955年中国人民解放军大将肩章
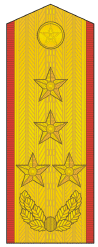
1988年中国人民解放军陆军一级上将肩章

## 中華民國
一級上將為戰時將領之最高軍階，於二級上將之上，服現役年齡無上限，並為終身職，是目前中華民國國軍唯一沒有「服現役限制」及「除役年齡」的軍階。一級上將擔任參謀總長（2013年1月15日以前）或總統府戰略顧問。
一級上將依陸海空軍軍官士官服役條例第5條規定終身現役，除非自請退伍，迄今退伍原因可分以下三種：
- 出任行政院院長：陸軍一級上將郝柏村，為避免「軍人干政」疑慮，於出任行政院院長前，主動辦理退伍。
- 赴中國大陸探親：陸軍一級上將羅本立，因法律規定赴中國大陸探親，需「非現役軍人」才准放行，故主動請辭辦理退伍。
- 出任國防部部長：空軍一級上將唐飛、陸軍一級上將湯曜明、海軍一級上將李傑、空軍一級上將李天羽等連續四任參謀總長都因出任國防部部長而辦理退伍。

歷史法源
依《陸海空軍一級上將在台期間繼續保留現役及其待遇辦法》規定：國軍在臺期間，現役一級上將，屆滿現役限齡或服役限齡，經免職而未派新職者，得繼續保留為現役，不辦退伍。保留現役之一級上將，應由國防部設置辦公室，以便從事國防及軍事問題之研究工作，備供總統諮詢。保留現役之一級上將，其月支薪給、車輛及眷舍等，均以維持原職所有待遇為原則；並得於辦公室內設置秘書或參謀一員、衛士一名，以辦理其有關行政事宜。
目前《陸海空軍一級上將在台期間繼續保留現役及其待遇辦法》已於1999年9月1日廢止。最初由1965年12月10日「國防部（五十四）約法字第O三一六號令」訂定發布，再於1981年12月8日「國防部（七十）淦湜字第五三六四號令」修正發布，後於1999年9月1日「國防部（八十八）鐸錮字第一二四一八號令」發布廢止。
階級識別
在國民政府時期，依據當時《陸軍服制條例》附表，一級同二級上將領章都是金面三顆三稜角星，而造成軍常服一、二級上將官階不分的情形。大禮服靠袖章辨別，一級為加綴平列金辮雙環。政府行憲後，國軍參考美軍服制修改，中華民國陆軍、中華民國空军一級上將肩、領章為四枚五角星排列为一行，中華民國海军及中華民國海军陆战队一级上将为排列为菱形的四枚五角星。中華民國海軍一級上將與海軍二級上將袖章同式。

中华民国陸軍一級上将肩章
中华民国海軍一級上将袖章、肩章
中华民国空軍一級上将肩章

## 日本
旧日本帝国分陆军大将和海军大将两种，等同上将。

## 越南
- 越南大将列表

## 俄罗斯
- 俄罗斯大将列表

## 法國
- 法國大將（法语：Colonel général (France)）

## 德国
- 德国大将

## 奧匈帝國
- 奧匈帝國大將列表（英语：List of Austro-Hungarian colonel generals）

## 阿尔巴尼亚人民军
- 恩维尔·霍查，阿尔巴尼亚劳动党第一书记，1949年晋升大将军衔

## 匈牙利人民军
- 法尔卡什·米哈依，国防部长，1949年晋升大将军衔
- 齐奈盖·拉约什，国防部长，1978年晋升大将军衔
- 奥拉·伊斯特万，国防部长，1985年晋升大将军衔

## 南斯拉夫人民军
- 伊万·戈什尼亚克，国防部长，1955年晋升陆军大将，1974年晋升南斯拉夫人民军特级大将军衔
- 科斯塔·纳吉，陆军大将军衔
- 伊万·鲁卡维纳，陆军大将军衔
- 尼古拉·留比契奇，国防部长，1971年晋升陆军大将军衔
- 韦利科·卡迪耶维奇,陆军大将军衔
- 布兰科·马穆拉，1983年晋升海军大将军衔

## 民主德国国家人民军
- 维利·斯多夫，国防部长,1959年10月7日晋升陆军大将军衔
- 海因兹·霍夫曼，国防部长，1961年3月1日晋升陆军大将军衔
- 埃里希·米尔克，国家安全部部长，1980年2月1日晋升陆军大将军衔
- 弗里德里希·迪克尔，内务部部长兼国家警察总局局长，1984年10月7日晋升陆军大将军衔
- 海因兹·克斯勒，国防部长，1985年12月3日晋升陆军大将军衔

## 罗马尼亚人民军
- 埃米尔·波德纳拉希，国防部长,1951年晋升大将军衔
- 列昂廷·萨拉杨，国防部长,1959年晋升大将军衔
- 特克卢·雅各布，1964年晋升大将军衔
- 扬·图托维亚努，总参谋长。1965年晋升大将军衔
- 扬·约尼查，国防部长，1971年晋升大将军衔

## 捷克斯洛伐克人民军
- 卢德维克·斯沃博达，1945年10月26日晋升大将军衔
- 安东宁·哈萨尔，1945年10月26日晋升大将军衔
- 博胡米尔·博契克，总参谋长，1946年5月24日晋升大将军衔
- 阿洛伊斯·利斯卡，1947年2月17日晋升大将军衔
- 兹德奈克·诺瓦克，1947年2月17日晋升大将军衔
- 卡莱尔·克拉帕莱克，1947年2月17日晋升大将军衔
- 谢尔盖·因格尔，1947年9月7日晋升大将军衔
- 西蒙·德尔加奇，1949年12月1日晋升大将军衔
- 扬·萨托里,1949年12月1日晋升大将军衔
- 阿列克谢·契皮茨卡，国防部长，1950年10月3日晋升大将军衔
- 雅罗斯拉夫·普罗恰兹卡,总参谋长，1950年10月3日晋升大将军衔
- 博胡米尔·洛姆斯基,国防部长,1959年11月5日晋升大将军衔
- 奥塔卡·雷蒂尔，1966年5月1日晋升大将军衔
- 马丁·楚尔，1972年5月1日晋升大将军衔
- 米兰·瓦茨拉维1986年10月1日晋升大将军衔
- 米罗斯拉夫·瓦采克1990年5月1日晋升大将军衔

## 保加利亚人民军
- 伊万·米哈伊洛夫，国防部副部长，1954年9月21日晋升大将军衔
- 彼奥特·潘切夫斯基，国防部部长，1954年9月22日晋升大将军衔
- 多勃里·朱罗夫，国防部长，1964年9月21日晋升大将军衔
- 约尔丹·穆塔弗奇耶夫，1991年晋升大将军衔

## 波兰人民军
- 斯坦尼斯拉夫·吉利亚罗维奇·波普拉夫斯基，国防部副部长，1955年8月12日晋升大将军衔
- 马里安·斯彼哈尔斯基，国防部长，1957年晋升大将军衔
- 沃伊切赫·雅鲁泽尔斯基，国防部长，1973年9月29日晋升大将军衔
- 弗罗里安·西维茨基，1984年10月12日晋升大将军衔

## 蒙古人民軍
- 尤睦佳·泽登巴尔，蒙古人民革命党中央委员会总书记，1976年9月晋升大将军衔，1979年8月14日晋升蒙古人民共和国元帅